# Коробкова, Евгения Ильинична
Евгения Ильинична Коробкова (1893—1970) — советский микробиолог и иммунолог, доктор медицинских наук, профессор, лауреат Сталинской премии 1952 года. Член КПСС с 1948 г.
С 1918 года, с первых месяцев его организации, и до последних дней жизни работала в Саратовском противочумном институте (Государственный краевой институт микробиологии и эпидемиологии Юго-Востока РСФСР «Микроб»), С 1934 по 1937 г. заместитель директора по научной части, затем — начальник противочумного вакцинного отдела, последние несколько лет — научный консультант.
В 1937—1938 гг. участвовала в апробации вакцинного штамма ЕВ чумного микроба, принятого впоследствии Наркомздравом СССР для производства противочумной вакцины, причем её испытывала на себе. В результате многолетнего изучения живых противочумных вакцин в 1944 г. были сформулированы основные принципы их конструирования и определены требования к вакцинным штаммам. В 1947 г. разработала накожный и назальный методы вакцинации против чумы. Впервые в СССР применила для лечения экспериментальной чумы сульфаниламидные препараты.
Лауреат Сталинской премии 1952 года (в составе авторского коллектива). Награждена орденами Ленина, Трудового Красного Знамени, «Знак Почёта», медалями, Почётной грамотой Верховного Совета РСФСР.
Умерла 3 февраля 1970 г.
Сочинения:
- Микробиология и эпидемиология холеры [Текст]. — 2-е изд., доп. и перераб. — Москва : Медгиз, 1959. — 304 с., 1 л. ил. : ил.; 21 см.
- Живая противочумная вакцина [Текст] : (Теория и практика иммунопрофилактики чумы). — Москва : Медгиз, 1956. — 207 с. : ил.; 22 см.
- Фильтрующиеся элементы туберкулезного вируса [Текст] / Е. Коробкова. — [Саратов] : [Гос. инст. микр. и эпид. Ю.-В. РСФСР], [1929]. — 7 с.; 25 см.
- К изучению В. pestis и В. pseudotuberculosis rodentium Pfeiffer [Текст] / Е. И. Коробкова. — [Саратов] : [б. и.], [1929]. — 25 с.; 25 см.
- Эпидемиология и микробиология холеры [Текст] / Проф. Е. И. Коробкова. — [Свердловск] : Медгиз, Свердл. отд-ние, 1947 (5-я тип. треста «Полиграфкнига»). — 167 с. : ил.; 20 см.
- Микробиология чумы [Текст] / Проф. Е. И. Коробкова. — Москва : [б. и.], 1965. — 8 с.; 22 см. — (Межрегионарный семинар Всемирной организации здравоохранения по борьбе с чумой/ М-во здравоохранения СССР. Центр. ин-т усовершенствования врачей).
- Иммунология чумы / профессор Е. И. Коробкова. — Москва : [б. и.], 1965. — 9 с.; 23 см. — (Доклады / Министерство здравоохранения СССР, Центральный институт усовершенствования врачей, Межрегиональный семинар Всемирной Организации здравоохранения по борьбе с чумой; 5).
- Immunology of plague [Текст] / E. I. Korobkova. — Moscow : [б. и.], 1968. — 28 с.; 21 см. — (Reports / USSR. Ministry of public health. Central inst. for advanced medical studies. World health organization Inter-regional travelling seminar on plague control. Moscow. 1968; 18).
- Immunologie de la peste [Текст] / E. I. Korobkova. — Moscou : [б. и.], 1967. — 21 с.; 20 см. — (Rapports / Ministère de la santé publique de l’URSS. Inst. central de perfectionnement des médecins de l’URSS. Séminaire interrégional de l’organisation mondiale de la santé sur la lutte contre la peste; 10).
- Microbiologie de la peste [Текст] / E. I. Korobkova. — Moscou : [б. и.], 1967. — 17 с.; 20 см. — (Rapports / Séminaire interrégional de l’Organisation mondiale de la santé sur la lutte contre la peste, Ministère de la santé publique de l’URSS. Inst. central de perfectionnement des médecins de l’URSS; 17).
- Пути распространения скарлатинозного стрептококка [Текст] / Е. И. Коробкова, С. В. Митин. — [Саратов] : [Гос. инст. микр. и эпид. Ю.-В. РСФСР], [1927]. — 7 с.; 26 см.
- Здоровое носительство гемолитического скарлатинозного стрептококка [Текст] / Е. И. Коробкова, С. В. Митин. — [Саратов] : [Гос. инст. микр. и эпид. ю.-в. РСФСР], [1929]. — 9 с. вкл. ил.; 25 см.
- Основные методы бактериологической диагностики инфекционных болезней [Текст] / Проф. Е. И. Коробкова, канд. мед. наук Н. С. Солун. — Саратов : Сарат. обл. отд. здравоохранения и Сан.-гигиен. науч.-исслед. ин-т, 1948 (тип. 1 Полиграфиздата). — 124 с., 1 л. табл. : табл.; 20 см.
- Механизм чумной инфекции per os [Текст] : Кишечная форма чумы / Е. И. Коробкова ; Из Гос. краевого ин-та микробиологии и эпидемиологии Юго-Востока СССР. — [Саратов] : Тип. № 2 Сарполиграфпрома, [1928]. — 27 с.; 25х17 см.
- К вопросу об экспериментальной скарлатине у животных [Текст] / Е. И. Коробкова, С. В. Митин ; Из Ин-та микробиологии эпидемиологии Юго-Востока РСФСР. — [Саратов] : [Гос. инст. микр. и эпид. Ю.-В. РСФСР], [1928] (тип. № 2 Сарполиграфпрома). — 12 с. : граф.; 26х17 см.